# Euphorbia berteroana
Euphorbia berteroana är en törelväxtart som beskrevs av Giovanni Battista Balbis och Spreng.. Euphorbia berteroana ingår i släktet törlar, och familjen törelväxter. Inga underarter finns listade i Catalogue of Life.